# Никольское (Емельяновский район)
Нико́льское — село в Емельяновском районе Красноярского края. Административный центр Никольского сельсовета.

## География
Село находится на севере района, на расстоянии примерно 23 км (по прямой) к северо-западу от посёлка Емельяново, административного центра района.

### Климат
Климат резко континентальный. Среднемесячная температура воздуха июля составляет +19 °С, а самого холодного месяца – января -16 °С. Средняя продолжительность безморозного периода – 120 дней, с температурой + 10 °С – 114 дней, средняя дата последнего заморозка – весной 22 июня, первого, осенью – 20 сентября. Продолжительность безморозного периода 95-116 дней. Среднегодовая температура 0,5—-1,9°С. Годовая сумма осадков составляет до 430-680 см, причём большая часть их выпадает в теплый период года.

## История
Село основано в 1869 году выходцами из деревни Сухановка. В советское время работали колхоз «Красный Таёжник» и совхоз «Майский».

## Население
| 2010 |
| ---- |
| 1061 |

### Национальный состав
Согласно результатам переписи 2002 года, в национальной структуре населения русские составляли 98 % из 1166 чел.

## Инфраструктура
Основными предприятиями являются СПК «Никольский», предприятие по переработке леса ООО «Кемчуг» и предприятие по переработке молочного сырья ООО «АгроНик». В селе расположены школа, врачебная амбулатория, дом культуры и библиотека.Есть детский сад, почтовое отделение.
Открыты 5 магазинов и 1 универмаг.